# Incidente ufológico de Aurora

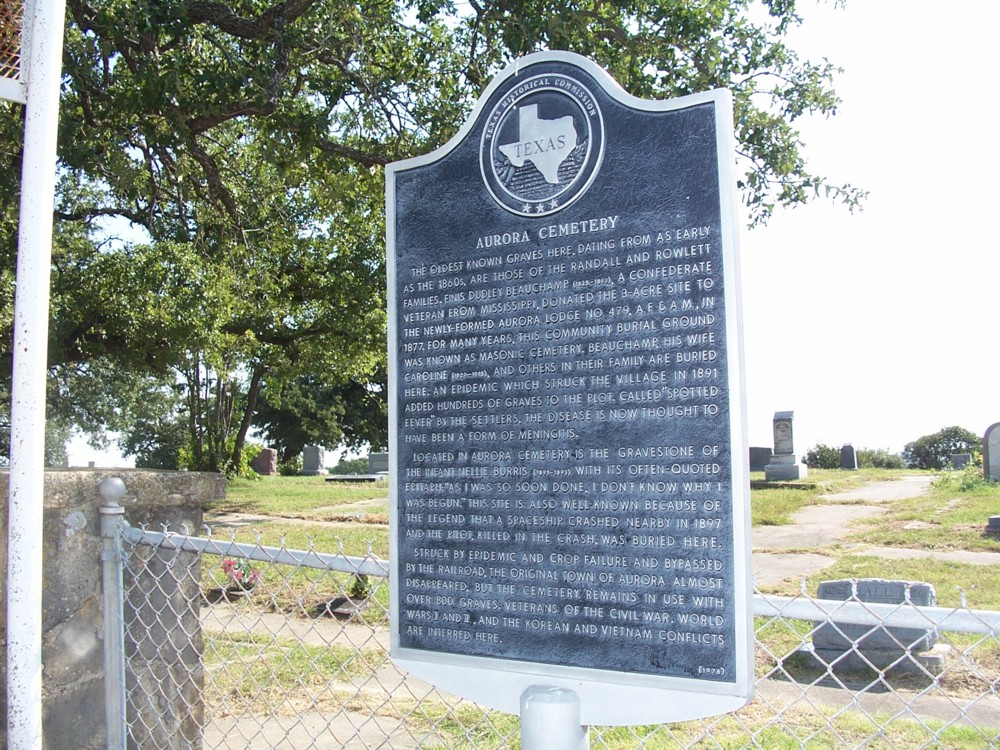
Placa no cemitério de Aurora que menciona brevemente o incidente e o suposto enterro do alielígena.

O incidente ufológico de Aurora foi uma suposta queda de um OVNI que teria ocorrido a 17 de abril de 1897 em Aurora, no Texas, Estados Unidos. O acontecimento, semelhante a Roswell, o qual aconteceu 50 anos mais tarde, teria resultado em fatalidade. O corpo do alienígena teria sido enterrado em uma cova anônima no cemitério local.

## História

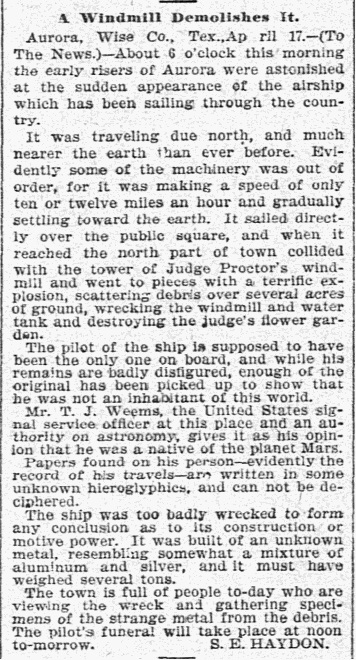
Artigo do Dallas Morning News, 1897

Durante o período de 1896 a 1897, cerca de seis ou sete anos antes do primeiro voo dos irmãos Wright, numerosas observações misteriosas de objetos em forma de charuto foram relatadas nos Estados Unidos, uma das quais foi relatada em 19 de abril de 1897, na edição do The Dallas Morning News e foi escrita por Aurora Haydon.
O suposto OVNI teria atingido um moinho de vento da propriedade de um juiz dois dias antes, por volta das 6 horas, resultando em sua queda. O piloto, que foi relatado "não ser deste mundo", era um "marciano" de acordo com um relatório oficial do Exército da vizinha Fort Worth, e não sobreviveu ao acidente, sendo sepultado "com ritos cristãos" no cemitério de Aurora.
Alegadamente, os destroços do acidente foram jogados em um poço próximo localizado sob o moinho de vento danificado. Soma-se ao mistério a história do Sr. Brawley Oates, que adquiriu a propriedade do juiz Proctor por volta de 1945. Oates limpou o entulho do poço, a fim de usá-lo como uma fonte de água, mas mais tarde desenvolveu um caso extremamente grave de artrite, que ele afirmou ser o resultado da água contaminada dos destroços despejados. Por conta disso, em 1957, Oates selou o poço com uma placa.

## Teoria de fraude
A opinião de que tudo seria uma fraude se baseia principalmente na pesquisa histórica realizada por Barbara Brammer, ex-prefeita de Aurora. Sua pesquisa, apresentada como episódio de Arquivos Extraterrestres, revelou que nos meses anteriores ao acidente alegado, Aurora tinha sido assolada por uma série de incidentes trágicos. Primeiro, a cultura do algodão local, a principal fonte de receita da cidade, foi destruída por uma infestação do Bicudo-do-algodoeiro. Segundo, um incêndio no lado oeste da cidade afetou vários prédios e vidas. Logo após o incêndio, uma epidemia de febre maculosa atingiu a cidade, quase matando os cidadãos e colocando a cidade sob quarentena. Finalmente, uma ferrovia planejada a 27 km de Aurora, nunca chegou à cidade. Essencialmente, Aurora, que contava com cerca de 3.000 habitantes na época, estava em grave perigo de extinção. A pesquisa de Brammer também mostrou que Haydon era conhecido na cidade por ser um pouco piadista, e a sua conclusão é a de que sua história foi uma última tentativa de manter Aurora viva.
A teoria foi apoiada pelo fato de que nunca Haydon realizou qualquer tipo de acompanhamento da história, nem mesmo para informar sobre o enterro do extraterrestre, o que é altamente incomum, dada a importância do evento.
Além disso, em 1979, a revista Time entrevistou Pegues Etta, que afirmou que Haydon tinha inventado toda a história, afirmando que "escreveu isso como uma piada a fim de trazer interesse para Aurora. Ignorada a ferrovia, a cidade estava morrendo". Pegues alegou ainda que o juiz Proctor nunca operou um moinho de vento em sua propriedade, uma declaração mais tarde refutada no episódio de Arquivos Extraterrestres.

## Investigação
O incidente foi investigado em várias ocasiões. Em uma das vezes foi transmitido pela estação de televisão local KDFW Fox 4 e dois foram ao ar na TV a cabo. Em 1998, com sede em Dallas, a emissora de TV, KDFW, exibiu um extenso relatório sobre o incidente Aurora. O repórter Richard Ray entrevistou o ex-repórter Jim Marrs e outros moradores que disseram que algo caiu em Aurora. No entanto, o relatório de Ray foi incapaz de encontrar provas conclusivas de vida extraterrestre. Ray informou que o Estado do Texas erigiu uma placa histórica na cidade que apresenta o conto e o rotula de "lenda".
Em 2 de dezembro de 2005, foi ao ar um episódio de Arquivos Extraterrestres relacionado com esse incidente, intitulado Texas' Roswell / Acidente no Texas. O episódio contou com uma investigação de 1973 liderada por Bill Case, um escritor de aviação para o Dallas Times Herald e do diretor estadual do Texas Mutual UFO Network (MUFON).
A MUFON descobriu duas novas testemunhas para o acidente. Mary Evans, que tinha 15 anos na época, contou como seus pais foram ao local do acidente e da descoberta do corpo estranho. Ela foi proibida de ir. Charlie Stephens, que contava com 10 anos, contou que viu a fumaça, enquanto se dirigia para o norte em direção a Aurora. Ele queria ver o que aconteceu, mas seu pai o fez terminar suas tarefas. Mais tarde, ele contou que seu pai foi para a cidade no dia seguinte e viu destroços do acidente.
A MUFON então investigou o cemitério de Aurora e descobriu uma lápide cujas leituras eram apontadas no detector de metal. A entidade pediu então permissão para exumar o corpo, mas a associação do cemitério recusou a permissão. Após a investigação o marcador desapareceu misteriosamente do cemitério e um tubo de três polegadas foi colocado no chão. O detector da MUFON já não rastreou leituras de metal na sepultura, o que se supõe que foi retirado do túmulo.
O relatório da MUFON eventualmente afirmou que a prova foi inconclusiva, mas não descartou a possibilidade de uma farsa. O episódio apresentou uma entrevista com a prefeita Brammer que discutiu a trágica história da cidade.
Em 19 de novembro de 2008, a série UFO Hunters, exibiu pela primeira vez um outro documentário de televisão sobre o incidente Aurora, intitulado "Primeiro Contato".
O documentário demonstrou uma reviravolta no caso. Tim Oates, sobrinho de Brawley Oates, e agora proprietário do imóvel,  permitiu aos investigadores a abertura do poço para que fosse examinado e assim se investigassem possíveis destroços. Uma amostra de água foi retirada do poço, à qual foi diagnosticada como normal, exceto uma grande quantidade de alumínio presente, o poço não tinha teores significativos. Foi afirmado no episódio que quaisquer grandes peças de metal foram removidas pelo antigo proprietário. Além disso, os restos de uma base de moinho de vento foram encontrados perto do local do poço, o que refutou declarações de Ms. Pegues de que o juiz Proctor nunca tivera um moinho de vento em sua propriedade.
Além disso, o cemitério Aurora foi novamente examinado. Embora a associação do cemitério ainda não tivesse permitido a exumação, um radar de penetração no solo e fotos de visitas anteriores revelaram que uma cova anônima foi encontrada em uma área perto das sepulturas de 1890. No entanto, a condição do túmulo estava muito deteriorada, e o radar não pode comprovar conclusivamente que tipo de restos existiu no local.